# Izvajanje LIDAR metode v prometu
LIDAR metoda ima široko paleto uporabnosti; ena od teh je uporaba v prometu za merjenje hitrosti in že vse od leta 2000 počasi nadomešča radar. Trenutne naprave so zasnovane tako, da avtomatizirajo celoten proces zaznavanja hitrosti vozila, identifikacijo vozila, identificirajo voznika in vso dokazno dokumentacijo.

### Zgodovina
Prvo LIDAR napravo za uporabo v policiji je razvil Jeremy Dunn leta 1989.V letu 2004 je bilo v Združenih državah Amerike kar 10% naprav za izvajane meritev hitrosti prodanih kot LIDAR naprava, v letu 2006 pa že kar 30%.

### Prednosti LIDAR-ja proti radarju
Radar ima širok signalni žarek, zato ga je težko usmeriti v posamezno vozilo. Uporaba radarja od operaterja zahteva veliko usposabljanja in vaje, da lahko vizualno oceni hitrost vozila, tako da poišče storilca v prometnem toku. Kršitelji zato pogosto v svojo obrambo pravijo da je kršilo drugo vozilo in ne njihovo. Radar lahko beleži tudi druge premikajoče stvari v svojem vidnem polju kot so npr. nihanje dreves ali pa prelet letala.
LIDAR ima ozek signalni žarek, zato ga je z lahkoto usmeriti v posamezno vozilo, nekateri modeli pa lahko poleg zmerjene hitrosti slikajo še registrsko tablico. LIDAR hitrost zmeri v manj kot pol sekunde. Meri lahko razdaljo med vozili in tako zaznava kršitelje, ki imajo prekratko varnostno razdaljo.

### Specifikacije LIDAR-ja
Običajna naprava potrjena s strani NHTSA (National Highway Traffic Safety Administration) tehta manj kot dva kilograma. Napaja jo baterija, natančnost merjenja pa je +2 km/h in -3 km/h. Natančnost razdalje je +/- 0,3m na 90 metrih.
Naprave te standarde dosegajo med temperaturami od -30°C in +60°C ter vlažnostjo zraka 90% pri 37°C. Da bi bila hitrost izmerjena pravilno se mora vozilo peljati s hitrostjo med 16 km/h in 320 km/h. Oddana svetloba mora biti v infrardečem območju in mora izpolnjevati varnostne standarde za oči.

### Omejitve
Normalni vremenski pogoji imajo zanemarljiv učinek nadelovanje naprave ampak pa lahko vplivajo na operaterja in njegovo sposobnost ciljanja vozila. To vključuje primere ko je sonce direktno za vozilom, ki ga ciljamo, ponoči in podobno. V megli postane naprava neuporabna.
Kot radar, tudi LIDAR ni odporen na razne napake.